# Vranov (okres Tachov)
Vranov (Duits: Wranowa) is een Tsjechische gemeente in de regio Pilsen, en maakt deel uit van het district Tachov. Vranov telt 152 inwoners. Het dorp ligt ongeveer drie kilometer ten oosten van het stadje Stříbro op een hoogte van 392 meter. Door de gemeente loopt spoorlijn 170 van Pilsen naar Cheb. Aan die lijn ligt binnen de gemeente station Vranov u Stříbra.
De eerste vermelding van Vranov stamt uit het jaar 1231. In 1960 werd de gemeente Svinná onderdeel van de gemeente. Op 30 april 1976 werd Vranov zelf onderdeel van de gemeente Stříbro, maar sinds 1 januari 1992 is de gemeente weer zelfstandig.
Benešovice ·
Bezdružice ·
Bor ·
Brod nad Tichou ·
Broumov ·
Cebiv ·
Ctiboř ·
Částkov ·
Černošín ·
Dlouhý Újezd ·
Erpužice ·
Halže ·
Horní Kozolupy ·
Hošťka ·
Chodová Planá ·
Chodský Újezd ·
Kladruby ·
Kočov ·
Kokašice ·
Konstantinovy Lázně ·
Kostelec ·
Kšice ·
Lesná ·
Lestkov ·
Lom u Tachova ·
Milíře ·
Obora ·
Olbramov ·
Ošelín ·
Planá ·
Prostiboř ·
Přimda ·
Rozvadov ·
Skapce ·
Staré Sedliště ·
Staré Sedlo ·
Stráž ·
Stříbro ·
Studánka ·
Sulislav ·
Svojšín ·
Sytno ·
Tachov ·
Tisová ·
Trpísty ·
Třemešné ·
Únehle ·
Vranov ·
Zadní Chodov ·
Záchlumí ·
Zhoř